# Mulassa de Barcelona
La Mulassa de Barcelona o Mulassa de Pi és un element del bestiari popular català de la ciutat de Barcelona, al Barcelonès, on forma part del Seguici Popular de la Ciutat de Barcelona junt a altres elements com l'Àliga, el Lleó, el Drac o la Víbria. La Mulassa de Barcelona és una figura que representa una mula engalanada i que sempre ha estat vinculada a la Basílica del Pi.
Té dos vessants coneguts i diferenciats. D'una banda, és membre del Bestiari Històric i del Seguici Popular de Barcelona, per la qual cosa participa en nombrosos actes protocol·laris, ocasions en què porta un ram de flors a la boca o una garlanda floral al coll. I, d'una altra banda, participa en correfocs i espectacles semblants, llançant foc des de quatre punts de la boca.

## Història
La història de la Mulassa es remunta al 1601, durant les festes de canonització de Sant Ramon de Penyafort. D'aquesta data existeix una descripció del pare Ruballosa on apareix documentada com una simple carcassa formada per una bóta amb el cos cobert amb una tela. En aquest moment, i sembla que durant força més temps, la Mulassa tenia una aparença molt semblant a la de les guites berguedanes. També sabem que el gremi de paraires, que tenia capella a Santa Maria del Pi, ja s'encarregava de custodiar-la i de fer-la participar en tots els actes.
Durant el segle xvii i gran part del xviii hi ha documentades tot un seguit de sortides de la bèstia, com a element participant de processons i celebracions i també com a bèstia de foc. A poc a poc va esdevenir un dels elements més divertits i esbojarrats del bestiari, famós pels espectacles de foc que encapçalava.
La figura va gaudir d'una gran popularitat durant els primers segles d'activitat, però a partir del xviii, amb els decret de Nova Planta, li van restringir privilegis i limitant àmbits d'actuació perquè era de propietat gremial. Amb els pas del temps, va perdre simbolisme i anomenada, i fins i tot el 1771 li prohibiren expressament de llançar coets. A partir d'aquell moment la popularitat de la Mulassa va començar a decandir i d'ençà del 1812 ja no en trobem cap més referència.
L'any 1988, dins el projecte de recuperació de la imatgeria festiva de la Ciutat Vella, l'Associació d'Amics dels Gegants del Pi decideix de fer una nova mulassa com la que havia passejat segles enrere per la ciutat. En aquest cas, però, es va decidir de reproduir la imatge realista d'una mula. Se’n va encarregar la construcció al mestre imatger Manel Casserres i Boix i aquell mateix any es va poder estrenar al correfoc de les festes de Sant Roc de la plaça Nova.

## Segle XXI
La figura que trobem en les cercaviles i en els actes protocol·laris és una rèplica del 2005 feta per Manel Casserras i Solé, fill del constructor original; la vella, en canvi, es reserva per als espectacles de foc.
La Mulassa de Barcelona és una peça que té ball propi: el «Ball de la Mulassa», amb música d'Eduard Casals i Ramis i coreografia de Xavier López. La dansa comença de manera suau, però a mesura que avança cada vegada es belluga més ràpidament i fa més bots i giravolts.
La rèplica de la figura es pot visitar a la Casa dels Entremesos, on és exposada permanent amb gran part de la imatgeria festiva de la Ciutat Vella. La peça original es guarda a l'església del Pi, com tots els entremesos antics de la parròquia.